# Lauter-Bernsbach
Lauter-Bernsbach település Németországban, azon belül Szászország tartományban. Lakosainak száma 8339 fő (2023. december 31.). Lauter-Bernsbach Aue-Bad Schlema, Lößnitz, Grünhain-Beierfeld, Schwarzenberg/Erzgeb. és Bockau községekkel határos.

## Népesség
A település népességének változása:
| Lakosok száma | 8846 | 8762 | 8678 | 8476 | 8410 | 8339 |
|               | 2016 | 2017 | 2019 | 2021 | 2022 | 2023 |